# Naubolus micans
Espèce
Naubolus micans est une espèce d'araignées aranéomorphes de la famille des Salticidae.

## Distribution
Cette espèce est endémique du Brésil.

## Description
La femelle holotype mesure 3,5 mm.

## Publication originale
- Simon, 1901 : Descriptions d'arachnides nouveaux de la famille des Attidae (suite). Annales de la Société Entomologique de Belgique, vol. 45, p. 141-161 (texte intégral).